# 메딕 (프로게이머)
메딕(본명: 김지호, 1998년 11월 28일 ~ )은 대한민국의 리그 오브 레전드 프로게이머로 아이디는 Medic이다. 포지션은 서포터이다.

## 선수 생활
2017년 11월, APK 프린스에 입단하면서 프로 커리어를 시작했다. 2017 LoL KeSPA컵에서 APK 소속으로 활동했다. 2017년 11월 28일, 팀에서 퇴단했다.
2019년 5월, 리그 오브 레전드 재팬 리그의 버닝 코어에 입단했다. 2019년 11월, 팀에서 퇴단했다.

## 소속팀
| # | 팀명       | 소속 기간             | 소속 리그 | 비고 |
| - | ---------- | --------------------- | --------- | ---- |
| 1 | APK 프린스 | 2017.11.13~2017.11.28 | CK        |      |
| 2 | 버닝 코어  | 2019.05.08~2019.11.01 | LJL       |      |

## 여담
사우디아라비아에서 태어나 생애의 절반을 외국에서 보냈다.